# São Pedro da Cipa
São Pedro da Cipa este un oraș în Mato Grosso (MT), Brazilia.